# VI Assemblea nazionale del popolo
La VI Assemblea nazionale del popolo (cinese: 第一届全国人民代表大会) fu eletta tra il 1982 e il 1983 e restò in carica fino al 1988. Era composta da 2978 deputati e si riunì in cinque sessioni. Si trattò delle prime elezioni dopo l'approvazione della Costituzione del 1982. 
Nella prima sessione, che si tenne nel 1983, l’Assemblea elesse le nuove cariche dello Stato:
- presidente della Repubblica Popolare Cinese: Li Xiannian;
- presidente del Comitato permanente dell'Assemblea nazionale del popolo: Peng Zhen;
- primo ministro del Consiglio di Stato: Zhao Ziyang;
- presidente della Commissione militare centrale: Deng Xiaoping;
- presidente della Corte suprema del popolo: Zheng Tianxiang;
- procuratore capo della Procura suprema del Popolo: Yang Yichen;

La carica di presidente della Repubblica Popolare Cinese era stata reintrodotta nella Costituzione del 1982, dopo essere stata abolita nel 1975 su suggerimento del presidente del Partito Comunista Cinese Mao Zedong.